# Haka Paku Leki
Haka Paku Leki ist eine historische Befestigungsanlage in der osttimoresischen Aldeia Malahara (Suco Muapitine, Gemeinde Lautém). Bis 2015 gehörte das Gebiet zum Suco Mehara (Verwaltungsamt Tutuala). Im Portugiesischen werden solche Anlagen als Tranqueira (deutsch Deckung, Verschanzung) bezeichnet.
Die Festungsanlage befindet sich auf einem Kalksteinfelsen im Tal des Flusses Vero, zwischen dem Fluss und der Paitchau-Bergkette im Nordwesten. Im unteren Bereich sind die ausgedehnten Schutzmauern höher. Weiter oben erstreckt sich ein schmaler Felsvorsprung mit Blick auf die Südostküste. Haka Paku Leki ist die mythische Festung des Clans (fataluku: ratu) der Renu, die dieses Gebiet früher beherrschten. Wie andere befestigte Siedlungen in diesem Gebiet war Haka Paku Leki noch bis in das frühe 20. Jahrhundert bewohnt. Auf den höchsten Punkten findet man verstreut Töpferwaren.